# Pontifícia Universidade Católica do Rio Grande do Sul
La Pontifícia Universidade Católica do Rio Grande do Sul (PUC-RS) è un ente di istruzione superiore brasiliano, con sede a Porto Alegre nel Rio Grande do Sul.

## Storia
La storia dell'università è iniziata con l'arrivo in Brasile dei fratelli maristi nel 1900, nella città di Bom Princípio, nel Rio Grande do Sul.
Il progetto è stato guidato dalla visione di fra Afonso e, tra gli altri, di fra Faustino João e dei docenti Elói José da Rocha, Elpídio Ferreira Paes, Salomão Pires Abrahão, Francisco Juruena, fra José Otão e Antônio César Alves. Nel 1940 è stata fondata la facoltà di filosofia, scienze e lettere, seguita dalla scuola di lavoro sociale nel 1945 e dalla facoltà di giurisprudenza nel 1947.
Il 1º novembre 1950 papa Pio XII, su richiesta dell'arcivescovo di Porto Alegre Alfredo Vicente Scherer, ha concesso all'università il titolo di "pontificia".

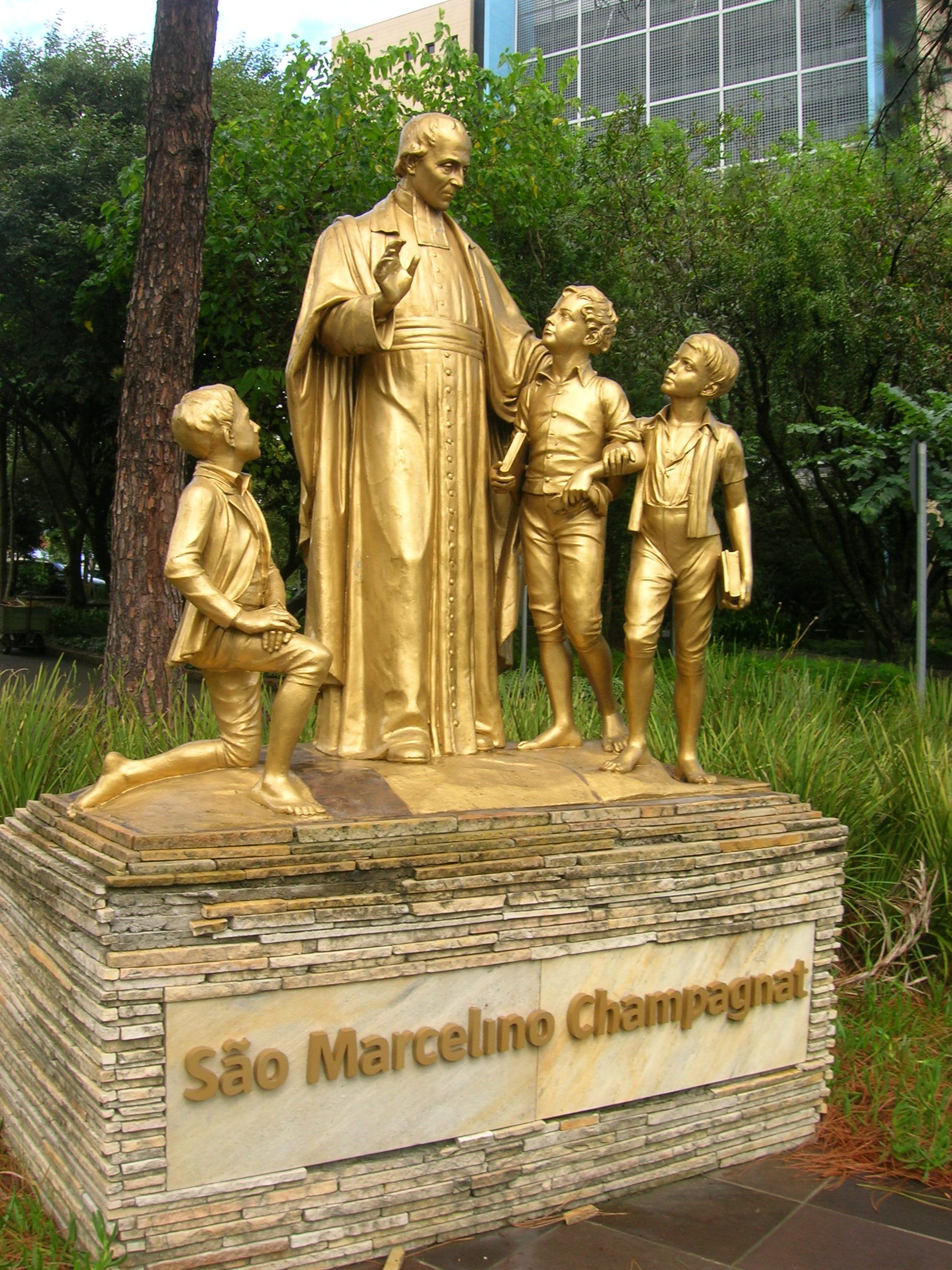
Statua di san Marcellin Champagnat nei giardini dell'università.